# D-VHS
D-VHS — цифровой видеоформат, разработанный JVC, совместно с Hitachi, Matsushita и Philips. Принцип записи и кассеты аналогичны с форматом S-VHS (но с более качественной и дорогой лентой). Возможна запись сигнала как стандартной, так и высокой чёткости. Данные записываются в формате MPEG-2.
Формат представлен в 1998 году. Из-за массового внедрения записи на оптические носители DVD и жёсткие диски не получил распространения.

## Преимущества и недостатки
Между видеомагнитофонами производства JVC и Mitsubishi были проблемы совместимости. Записи в форматах PAL и NTSC также были несовместимы. На рынок было выпущено всего несколько моделей видеомагнитофонов, цены как на них, так и на кассеты были чрезмерно высоки, что привело к низким продажам. К тому же потребители были плохо информированы о новом формате из-за слабой рекламной кампании. Запись на D-VHS магнитофоны была возможна только по интерфейсу Firewire, которым практически не оснащались телеприёмники и спутниковые ресиверы. Видеокассеты были громоздкими и стоили больше, чем жёсткие диски.
Основным преимуществом D-VHS была возможность записи кодированного сигнала высокой чёткости со спутниковой или кабельной трансляции, поскольку запись велась в формате [по]битового потока ([BitStream]/a pure bit-for-bit).
Дека JVC, выпускавшаяся в Великобритании, позволяла записывать сигнал с аналоговых источников на кассеты формата S-VHS. На кассету Е-240 в режиме записи LS-3 помещалось более 17 часов видео с качеством, неотличимым от стандартной телетрансляции, что делало этот аппарат привлекательным для домашнего применения.
Недостатками этой деки было отсутствие выхода DV и входа RGB (RGB-input посредством SCART-connector’а). Версия для формата NTSC имела компонентный выход.

## D-Theater
В 2002 году в США продавались D-VHS кассеты с фильмами, совместимые только с деками, имеющими логотип D-Theater. На кассетах присутствовала запись в стандартах 720p и 1080i и как минимум одна звуковая дорожка формата Dolby Digital. Некоторые кассеты также имели звуковую дорожку формата DTS. Кассеты имели региональное кодирование — 1 для США , 2 для Японии . Кассет для региона 2 выпущено не было, и для просмотра кассет 1 региона в Японии приходилось взламывать региональную защиту видеомагнитофонов.
Большинство выпущенных кассет имело защиту от копирования (DTCP, также известную как «5с»), не позволявшую копировать содержимое по интерфейсу Firewire.

## DTS
Дополнительные треки могут быть включены в D-Theater в других звуковых форматах, таких как DTS. Однако только новейшие плееры D-VHS, такие как JVC HM-DH40000, HM-DH5U, HM-DT100U и Marantz MV8300, включают в себя альтернативные возможности аудиотрека.

## Длина и скорость ленты
Видеомагнитофоны D-VHS поставлялись с несколькими скоростями. "HS" - это "высокая скорость", "STD" - "стандартная", а "LS" - "низкая скорость"; где LS3 и LS5 представляют собой 3 и 5-кратную стандартную длину ленты соответственно. Контент высокой четкости, такой как 1920x1080 или 1280x720, обычно записывался со скоростью 28,2 Мбит/с (скорость HS). Контент стандартной четкости, такой как 720x576 (720x480), был записан со скоростью передачи данных от 14,1 Мбит/с до 2,8 Мбит/с (скорости STD, LS3, LS5).
Качество скорости STD на самом деле превосходит средний DVD, так как эта скорость имеет гораздо более высокий битрейт (примерно 14 против 5 Мбит/с в среднем) и страдает небольшим количеством артефактов сжатия. Скорость LS3 примерно равна любительскому DVD с некоторыми видимыми артефактами в сценах высокого действия (4,7 Мбит/с), а LS5 выглядит похожим на загрузку видео среднего качества (2,8 Мбит/с). HM-DH40000U и SR-VD400U от JVC были единственными устройствами, поддерживающими запись LS5.
В результате всех этих различных скоростей этикетки на ленте немного сбивают с толку потребителя. D-VHS изначально был стандартным форматом определения, который записывался со скоростью STD. Когда позже была введена запись высокой четкости и скорость HS, для этого потребовалось вдвое больше ленты. По этой причине DF-240 будет записывать 240 минут стандартной четкости и 240/2 = 120 минут высокой четкости. Просматривая таблицу, обратите внимание, что цифровые скорости HS и STD эквивалентны более старым аналоговым скоростям SP и LP
| Размер  | DF     | Длина ленты        | Время записи    | Время записи    | Время записи     | Время записи      |
| Размер  | DF     | Длина ленты        | HS/VHS-SP       | STD/VHS-LP      | LS3/VHS-SLP      | LS5               |
| ------- | ------ | ------------------ | --------------- | --------------- | ---------------- | ----------------- |
| 4.4 ГБ  | DF-100 | 111 м (364 фт)     | 30 мин (0.5 ч)  | 60 мин (1 ч)    | 90 мин (1.5 ч)   | 180 мин (3 ч)     |
| 6.5 ГБ  | DF-120 | 135 м (442 фт)     | 60 мин (1 ч)    | 120 мин (2 ч)   | 240 мин (4 ч)    | 360 мин (6 ч)     |
| 9.2 ГБ  | DF-160 | 161 м (528 фт)     | 75 мин (1.25 ч) | 150 мин (2.5 ч) | 225 мин (3.75 ч) | 450 мин (7.5 ч)   |
| 15.5 ГБ | DF-200 | 204 м (669 фт)     | 90 мин (1.5 ч)  | 180 мин (3 ч)   | 360 мин (6 ч)    | 640 мин (10.66 ч) |
| 25 ГБ   | DF-240 | 248 м (813 фт)     | 120 мин (2 ч)   | 240 мин (4 ч)   | 720 мин (12 ч)   | 1200 мин (20 ч)   |
| 31.7 ГБ | DF-360 | 314.5 м (1,048 фт) | 150 мин (2.5 ч) | 300 мин (5 ч)   | 900 мин (15 ч)   | 1500 мин (25 ч)   |
| 44 ГБ   | DF-420 | 433 м (1,420 фт)   | 210 мин (3.5 ч) | 420 мин (7 ч)   | 1,260 мин (21 ч) | 2100 мин (35 ч)   |
| 50 ГБ   | DF-480 | 500 м (1,640 фт)   | 240 мин (4 ч)   | 480 мин (8 ч)   | 1,440 мин (24 ч) | 2400 мин (40 ч)   |